# Rivula munda
Rivula munda là một loài bướm đêm trong họ Erebidae.